# Rolf Gagelmann
Rolf Gagelmann (* 16. September 1939 in Bremen; † 19. April 2022 ebenda) war ein deutscher Politiker (CDU).

## Biografie
Gagelmann erreichte an einer Realschule die mittlere Reife und schloss seine Ausbildung als Kaffeekaufmann ab. Von 1958 bis zur Schließung im August 1961 war er kaufmännischer Angestellter bei den Borgward-Werken. Daraufhin wurde er leitender Angestellter im Rechenzentrum der Klöckner-Werke in Bremen. Im Januar 1993 ging Gagelmann aus gesundheitlichen Gründen vorzeitig in den Ruhestand.
Gagelmann war 16 Jahre lang Mitglied des Beirats beim Ortsamt Vahr und dort wiederum acht Jahre stellvertretender Sprecher. Von 1999 bis 2003 gehörte er der Bremischen Bürgerschaft an.